# Saint-Vincent-sur-Jard
Saint-Vincent-sur-Jard és un municipi francès situat al departament de Vendée i a la regió de País del Loira. L'any 2007 tenia 1.184 habitants.

## Demografia

### Població
El 2007 la població de fet de Saint-Vincent-sur-Jard era de 1.184 persones. Hi havia 564 famílies de les quals 152 eren unipersonals (72 homes vivint sols i 80 dones vivint soles), 276 parelles sense fills, 112 parelles amb fills i 24 famílies monoparentals amb fills.
La població ha evolucionat segons el següent gràfic:
Habitants censats

### Habitatges
El 2007 hi havia 2.015 habitatges, 566 eren l'habitatge principal de la família, 1.425 eren segones residències i 24 estaven desocupats. 1.962 eren cases i 50 eren apartaments. Dels 566 habitatges principals, 473 estaven ocupats pels seus propietaris, 88 estaven llogats i ocupats pels llogaters i 5 estaven cedits a títol gratuït; 2 tenien una cambra, 20 en tenien dues, 165 en tenien tres, 181 en tenien quatre i 198 en tenien cinc o més. 502 habitatges disposaven pel capbaix d'una plaça de pàrquing. A 308 habitatges hi havia un automòbil i a 218 n'hi havia dos o més.

### Piràmide de població
La piràmide de població per edats i sexe el 2009 era:
| Homes | Edats   | Dones |
| ----- | ------- | ----- |
| 0     | 95 o +  | 0     |
| 0     | 90 a 94 | 4     |
| 0     | 85 a 89 | 4     |
| 4     | 80 a 84 | 12    |
| 28    | 75 a 79 | 24    |
| 60    | 70 a 74 | 44    |
| 52    | 65 a 69 | 64    |
| 28    | 60 a 64 | 64    |
| 28    | 55 a 59 | 20    |
| 12    | 50 a 54 | 28    |
| 28    | 45 a 49 | 12    |
| 28    | 40 a 44 | 44    |
| 24    | 35 a 39 | 12    |
| 8     | 30 a 34 | 8     |
| 12    | 25 a 29 | 36    |
| 16    | 20 a 24 | 16    |
| 28    | 15 a 19 | 28    |
| 20    | 10 a 14 | 20    |
| 12    | 5 a 9   | 4     |
| 12    | 0 a 4   | 24    |

## Economia
El 2007 la població en edat de treballar era de 601 persones, 368 eren actives i 233 eren inactives. De les 368 persones actives 327 estaven ocupades (183 homes i 144 dones) i 41 estaven aturades (16 homes i 25 dones). De les 233 persones inactives 140 estaven jubilades, 30 estaven estudiant i 63 estaven classificades com a «altres inactius».

### Ingressos
El 2009 a Saint-Vincent-sur-Jard hi havia 622 unitats fiscals que integraven 1.283,5 persones, la mediana anual d'ingressos fiscals per persona era de 19.476 €.

### Activitats econòmiques
Dels 50 establiments que hi havia el 2007, 1 era d'una empresa de fabricació d'altres productes industrials, 14 d'empreses de construcció, 6 d'empreses de comerç i reparació d'automòbils, 9 d'empreses d'hostatgeria i restauració, 2 d'empreses d'informació i comunicació, 8 d'empreses immobiliàries, 5 d'empreses de serveis, 1 d'una entitat de l'administració pública i 4 d'empreses classificades com a «altres activitats de serveis».
Dels 23 establiments de servei als particulars que hi havia el 2009, 2 eren paletes, 2 guixaires pintors, 3 fusteries, 2 lampisteries, 4 electricistes, 2 empreses de construcció, 1 perruqueria, 3 restaurants i 4 agències immobiliàries.
Dels 4 establiments comercials que hi havia el 2009, 1 era un supermercat, 1 una gran superfície de material de bricolatge, 1 una botiga de menys de 120 m² i 1 una fleca.
L'any 2000 a Saint-Vincent-sur-Jard hi havia 18 explotacions agrícoles que ocupaven un total de 880 hectàrees.

## Equipaments sanitaris i escolars
El 2009 hi havia una escola elemental.

## Poblacions més properes
El següent diagrama mostra les poblacions més properes.